# 科拉里

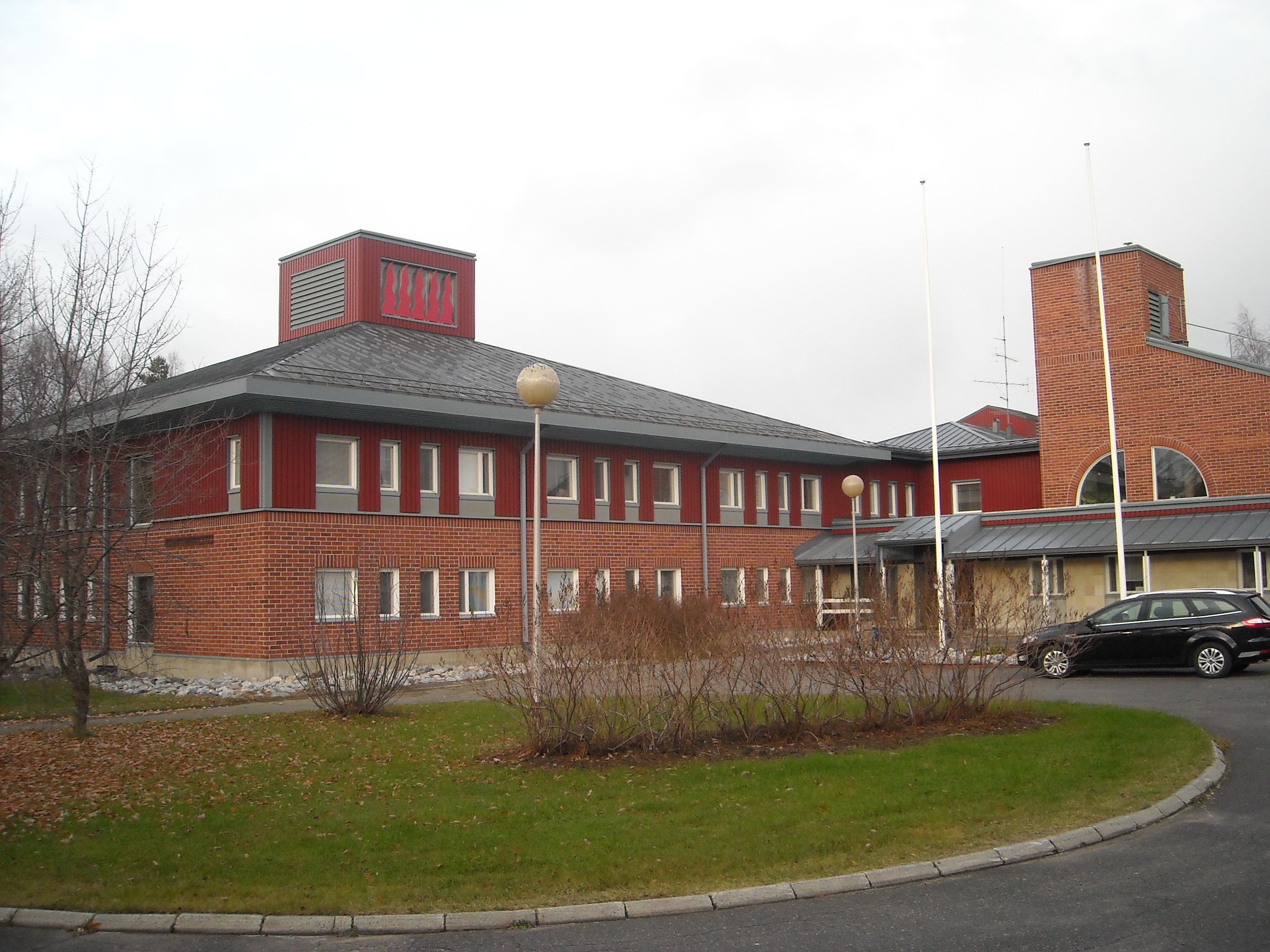
科拉里市政厅

科拉里（芬蘭語：Kolari）是芬蘭的市鎮，位於該國西北部，在拉普蘭區内，距離北極圈86公里，始建於1867年，面積2,618平方公里，2013年人口3,836，人口密度為每平方公里1.5人。

## 外部連結
- 科拉里市镇官方网站 （页面存档备份，存于） （文）
- Ylläs webpage （页面存档备份，存于）